# Makam
Il makam turco (in turco: makam pl. makamlar; dalla parola araba مقام) è un sistema di tipi di melodia usato nella musica classica e in quella popolare turca. Esso fornisce un complesso set di regole per la composizione e l'esecuzione. Ogni makam specifica una struttura intervallata unica (cinsler) e uno sviluppo melodico (seyir). Sia che si tratti di una composizione fissa (beste, şarkı, peşrev, âyin, ecc.) o di una composizione spontanea (gazel, taksim, recitazione di Kuran-ı Kerim, Mevlid, ecc.), tutte tentano di seguire il tipo di melodia. La controparte ritmica del makam nella musica turca è l'usul.

## Confronto nell'uso nella musica classica turca e folk
La musica folk turca e la musica classica turca sono espressione dei sentimenti e dei pensieri del popolo turco. Entrambe sono musiche modali (Makam). Makam è il nome della scala in uno di essi, Ayak è il nome della scala in un altro. Ayak e Makam sono simili, alcuni esempi:
- Yahyalı Kerem Ayağı : Hüseyni Makamı
- Garip Ayağı : Hicaz Makamı
- Düz Kerem Ayağı : Karciğar Makamı
- Yanık Kerem Ayağı : Nikriz Makamı
- Muhalif Ayağı : Segâh Makamı
- Tatyan Kerem Ayağı : Hüzzam Makamı
- Misket Ayağı : Eviç Makamı
- Bozlak Ayağı : Kürdî Makamı
- Kalenderi Ayağı : Sabâ Makamı
- Müstezat veya Beşirî Ayağı : Mahur Makamı

I ritmi mostrano alcune somiglianze nella musica popolare e in quella classica turche riguardo alle loro forme, classificazione e modello ritmico.

## Relazioni geografiche e culturali
I parenti più stretti del makam turco includono il maqam nella musica araba e gli echi nella musica bizantina. I makam turchi, i maqam arabi e gli echi bizantini si riferivano ai testi e alle opere musicali greche che gli arabi tradussero e svilupparono dalla teoria musicale dei greci (cioè Systema ametabolon, enharmonium, chromatikon, diatonon).  Alcune teorie suggeriscono che l'origine del makam sia la città di Mosul in Iraq. "Mula Othman Al-Musili", in riferimento alla sua città di origine, si dice abbia servito nel palazzo di Topkapı di Istanbul e influenzato la musica turca ottomana. I parenti modali più distanti includono quelli delle musiche turche dell'Asia centrale come la musica uigura, il muqam e la musica uzbeka, lo shashmakom. Il raga della musica classica indiana (del nord e del sud) impiega principi modali simili. Alcuni studiosi trovano echi del makam turco nelle ex province ottomane dei Balcani. Tutti questi concetti corrispondono approssimativamente al modo nella musica occidentale, anche se le loro regole compositive variano.